# Arcola (Illinois)
Arcola és una població dels Estats Units a l'estat d'Illinois. Segons el cens del 2000 tenia 2.652 habitants.

## Demografia
Segons el cens del 2000, Arcola tenia 2.652 habitants, 1.031 habitatges, i 748 famílies. La densitat de població era de 747,4 habitants/km².
Dels 1.031 habitatges en un 33,9% hi vivien nens de menys de 18 anys, en un 61,7% hi vivien parelles casades, en un 8,2% dones solteres, i en un 27,4% no eren unitats familiars. En el 24,1% dels habitatges hi vivien persones soles el 12,8% de les quals corresponia a persones de 65 anys o més que vivien soles. El nombre mitjà de persones vivint en cada habitatge era de 2,56 i el nombre mitjà de persones que vivien en cada família era de 3,03.
Per edats la població es repartia de la següent manera: un 25,7% tenia menys de 18 anys, un 8% entre 18 i 24, un 28,5% entre 25 i 44, un 22,6% de 45 a 60 i un 15,3% 65 anys o més.
L'edat mediana era de 37 anys. Per cada 100 dones de 18 o més anys hi havia 91,2 homes.
La renda mediana per habitatge era de 38.125 $ i la renda mediana per família de 46.107 $. Els homes tenien una renda mediana de 30.168 $ mentre que les dones 22.723 $. La renda per capita de la població era de 18.664 $. Aproximadament el 2% de les famílies i el 3,7% de la població estaven per davall del llindar de pobresa.

## Poblacions més properes
El següent diagrama mostra les poblacions més properes.